# (2174) Asmodée
(2174) Asmodée (nom international (2174) Asmodeus) est un astéroïde de la ceinture principale.

## Description
(2174) Asmodée est un astéroïde de la ceinture principale. Il fut découvert le 8 octobre 1975 à l'observatoire Palomar par Schelte J. Bus et John Huchra. Il présente une orbite caractérisée par un demi-grand axe de 2,54 UA, une excentricité de 0,27 et une inclinaison de 8,1° par rapport à l'écliptique.

## Nom
Cet astéroïde a été nommé d'après le dieu babylonien de la luxure Asmodée.

## Compléments